# Der Krieg ist vorbei
Der Krieg ist vorbei (Originaltitel: La Guerre est finie) ist ein in Schwarzweiß gedrehter französisch-schwedischer Spielfilm von Alain Resnais aus dem Jahr 1966. Die Hauptrollen spielen Yves Montand und Ingrid Thulin.

## Handlung
Die Handlung des Films spielt an drei aufeinander folgenden Tagen, einsetzend am Ostersonntag des Jahres 1965. Protagonist des Films ist der Spanier Diego Mora. Er lebt als Mitglied der kommunistischen Partei Spaniens im Pariser Exil. Um die Verbindung zwischen den in Frankreich lebenden spanischen Flüchtlingen und den im Spanien Francos verbliebenen Angehörigen und Parteimitgliedern zu sichern, unternimmt er unter falschen Namen immer wieder Reisen nach Spanien. In Paris war er, als der Film beginnt, schon seit sechs Monaten nicht mehr.
Sonntag. Diego, von seinen Genossen wird er Carlos genannt, und sein Fahrer Jude überqueren im Auto die Grenze von Spanien nach Frankreich. In der Grenzstation wird ihre Identität überprüft – eine Routineuntersuchung oder ein konkreter Verdacht? Ein Telefonanruf in Paris, bei der Tochter des Mannes, dessen Pass Diego benutzt. Nadine Sallanches reagiert clever, und sie können weiterfahren. – Nächste Station: Der Bahnhof von Hendaye. Diego trifft einen Genossen, aber der von ihm auch dort erwartete Juan ist nicht gekommen, der sei in Perpignan. – Gleich nach seiner Ankunft in Paris fährt Diego zu einer Wohnung in einer Vorort-Hochhaussiedlung, aber ganz offenbar hatte er sich eine falsche Adresse eingeprägt, denn eine Madame Lopez, bei der Juan doch wohnt, wenn er in Paris ist, ist dort unbekannt. – Als Nächstes sucht Diego Carmen auf, und allmählich wird klarer, warum Diego offenbar überstürzt Madrid verlassen hat. Es hat Verhaftungen gegeben, und Carmens Mann war einer der Verhafteten. – Gemeinsam mit Roberto fährt Diego zu Ramon, der in seiner Werkstatt Autos mit Propaganda-Material präpariert. Diego berichtet von der Situation in Madrid, und über sein Drängen, Juan dürfe in keinem Fall von Perpignan aus über Barcelona nach Madrid reisen, kommt es zum heftigen Streit mit Roberto. – Diego fährt zur Wohnung des Mannes, dessen Pass er benutzt hat. Aber nicht René Sallanches trifft er an, sondern dessen Tochter, Nadine. Ein großer Altersunterschied trennt die beiden, aber die Sympathie füreinander, sogar die Verliebtheit ineinander ist sofort zu spüren und in den Akt-Filmbildern von Nadines Körper zu sehen. Diego ist schon im Fortgehen, als Nadine fragt: „Wie heißt du eigentlich?“ ... „Domingo.“ (Sonntag.) – Schließlich: Diego in der Wohnung seiner Lebenspartnerin – „nein, ich bin nicht der Ehemann“, heißt es später einmal – Marianne. Zwei Freundinnen und ein Freund sind noch da, mit denen Marianne an einem Buch arbeitet, aber sie gehen bald. Marianne fährt eine von ihnen mit dem Auto nach Hause, und zum ersten Mal seit dem Anfang des Films ist Diego allein. Er ordnet sein verbliebenes Geld: hier die spanischen Pesetas, dort die französischen Francs. Aus einer Zahnpasta-Tube holt er ein geschmuggeltes Dokument. Von René Sallanches‘ Pass trennt er das eigene Foto. Und er geht kurz in ein Zimmer, in dem ein vielleicht 10- oder 12-jähriger Junge schläft. An eine dort hängende Wandtafel schreibt Diego: „Salut Patrick!“ – Marianne trifft wieder ein, und der Tag endet wiederum mit Akt-Filmbildern, hier nun allerdings sind beide, sie, Marianne, und er, Diego, im Bild.
Montag. Wieder ist es ein Pariser Vorort, an dem sich Diego mit Roberto trifft. Sie gehen zu einem Treffen mit zwei anderen Genossen, mit Manolo und dem Chef ihres Exilnetzes. Diego wird scharf kritisiert: er maße sich eine individuelle Einschätzung der Lage in Madrid an und sei voreilig abgereist, ohne sich mit der Zentrale zu verständigen. Und: ja, Juan solle nach Madrid reisen, um Direktiven zu einem Generalstreik zu überbringen, aber nicht er, Diego, solle ihn begleiten, sondern Ramon. – Diego und Roberto bei einem Passfälscher, der im von Diego verwendeten Pass wieder das Foto von René Sallanches anbringt. Von dort aus ruft Diego Marianne an, enttäuscht und erleichtert zugleich. Er werde in Paris bleiben, auf unbestimmte Zeit. – Mit dem wieder korrigierten Pass macht Diego sich auf den Weg zu Nadine. Er meint, eine Überwachung des Hauses zu bemerken. Also ruft er Nadine besser von einem in der Nähe gelegenen Café aus an. Sie verabreden sich für den Abend, aber nicht in der Wohnung der Sallanches, sondern an einem öffentlichen Ort. Kaum ist ihr Gespräch beendet, sieht er Nadine, die sich mit einem Freund an einen der Tische des Cafés setzt. Als die beiden sich trennen, folgt er dem jungen Mann, der jetzt offenbar Ziel der Überwachung ist, bis in die Metro. – Am Abend. Diego und Nadine haben sich getroffen. Er erzählt ihr von der Überwachung des Hauses und ihres Freundes. Aufgeschreckt sagt sie, er müsse ihnen helfen, auch sie und ihre Freunde kämpften für die Freiheit Spaniens. Mit dem Auto fahren sie zu dem Haus, wo jener Freund Nadines wohnt. – Später am Abend trifft Diego wieder in der Wohnung Mariannes ein; er trägt einen kleinen Koffer. Wieder sind Mariannes Freunde anwesend. Diego öffnet unterdessen unbeobachtet den Koffer, gefüllt ist er – mit Sprengstoff! Als die Freunde gegangen sind, sagt Marianne ihm, Manolo habe angerufen, nun sei doch alles wieder ganz anders: nicht Ramon, sondern er, Diego, solle Juan nach Madrid begleiten. Also wollen sie zumindest diesen einen Abend noch angenehm verbringen; „ins Kino?“; erst einmal fahren sie zur Gare de Lyon, denn Diego weiß, dieser Koffer ist besser in einem Schließfach aufgehoben als bei Marianne zu Hause. Wiederum von einem Café aus ruft er Nadine an; sie müssten sich unbedingt am nächsten Morgen treffen. Das folgende Gespräch zwischen Diego und Marianne beginnt im Streit miteinander und endet mit Träumen von einer gemeinsamen Zukunft in Spanien.
Dienstag. Das verabredete Treffen von Diego und Nadine auf dem Bahnsteig einer Metrostation. Er ist aufgebracht wegen des Sprengstoffkoffers. Nadine gibt ihm die Adresse der Wohnung, wo sich ihre Freunde treffen. – Dort gibt es eine hitzige Debatte zwischen dem Berufsrevolutionär Diego, der selbst nicht mehr an die immer und ewig richtige Linie seiner KP-Führung glaubt, einerseits und Nadines Freunden andererseits, die an eine Strategie der Sprengstoff-Attentate in Touristenhochburgen glauben. Als man ihm zu verstehen gibt, vermutlich sei ja er, Diego, Ziel der Überwachung gewesen, wirft er ihnen den Schließfach-Schlüssel hin und geht. – Ein letztes Gespräch mit Nadine an einem Metroeingang. – Diego trifft in der Wohnung Manolos ein, wo auch Roberto bereits anwesend ist. Ramon sei an Herzversagen gestorben, deshalb müsse nun Diego nach Barcelona fahren und dann von dort aus gemeinsam mit Juan nach Madrid. – Ein ziviler Polizist taucht bei Nadine auf: wo denn ihr Vater sei, ob er nicht zumindest einmal dessen Pass sehen könne. Und dieser Pass liegt tatsächlich wieder im Schreibtisch von René Sallanches, mit dem richtigen Foto. Dann sei wohl alles nur eine Verwechslung, sagt der Polizist, von Madrid aus habe man ihnen mitgeteilt, ein Mann, der sich als René Sallanches ausgegeben habe, werde bei nächster Gelegenheit verhaftet. – Der Polizist ist gegangen, und Nadine ruft ihren Vater an: er müsse seine Genossen dringend verständigen. – Der Schluss des Films in einer Parallelmontage: Diego mit einem Fahrer auf dem Weg nach Barcelona; Manolo und Marianne am Flughafen Orly – sie wird nach Barcelona fliegen und soll dort die Adresse aufsuchen, wo sich Diego und Juan treffen: in keinem Fall dürften die beiden nach Madrid fahren. – FIN. (Ende.)

## Gestaltung
- Einzelne Szenen erinnern in ihrer Gestaltung an dokumentarische Filme. Die Genauigkeit und Stimmigkeit der Ortsangaben: Als Diego am Bahnhof von Hendaye erfährt, dass Juan in Perpignan ist, überlegt er, ob er nicht wie geplant nach Paris, sondern stattdessen nach Perpignan fahren soll. Die auf die Minute genauen Auskünfte am Schalter über die umständlichen Zugverbindungen von Hendaye, in der äußersten Südwestecke Frankreichs gelegen, nach Perpignan, in der äußersten Südostecke, sind vermutlich korrekt. In Paris, als Diego gerade Nadine angerufen hat und er sie dann prompt bei dem Café entdeckt, von dem aus er telefoniert hat – das mag man erst einmal für einen unwahrscheinlichen Zufall halten. Tatsächlich aber lag das Café La Chope an der Place de la Contrescarpe, nur wenige Schritte von Nadines Wohnung in der Rue de l’Estrapade entfernt. – Die Exilspanier sprechen untereinander natürlich nicht Französisch, sondern Spanisch. – Manche Aufnahmen der damals, Mitte der 1960er Jahre, noch relativ neuen Hochhaussiedlungen der Pariser Banlieue könnten auch in einem Dokumentarfilm vorkommen.
- Einen Kontrast dazu stellen die beiden „Sexszenen“ des Films dar, deren Ästhetik eher an die Gestaltung von Schwarzweiß-Aktfotografien erinnert, die dem Film aber 1967 vor seiner Erstaufführung in Deutschland große Probleme bei der FSK bereitet haben.[A 3] In der ersten dieser beiden Szenen ist Diego nicht einmal im Bild, sondern nur Körperpartien von Nadine. Die Stimmung in dieser Szene wird bestimmt von einer unrealistischen Farbgebung mit hellgrauen bis weißen Farbtönen. In beiden Szenen gibt es keine Stimmen der Figuren und keine Geräusch-Atmosphäre der Dekors mehr; der Filmton in diesen beiden Szenen ist ausschließlich die Musik von Giovanni Fusco.[A 4]
- An einigen Stellen des Films gibt es einen Off-Kommentar. (In der Originalversion wird er vom Drehbuchautor Jorge Semprún selbst gesprochen.) Gleich in der ersten Szene heißt es in diesem eingesprochenen Kommentar: „Du bist drüben. Wieder einmal siehst du vor dir die Hügel von Biriatou.“ Frieda Grafe schrieb dazu: „Entscheidend für die Organisation des Films ist das ‚Du‘ des Kommentars und das stereotype ‚Wieder‘. (…) Das ‚Du‘, mit dem Diego sich selbst anspricht, bedeutet, dass jemand hier neben sich tritt, um sich Klarheit zu verschaffen über sich und sein Handeln. (…) Das ‚Wieder‘ signalisiert, dass für Diego dieser Grenzübergang bei Hendaye einer von vielen ist, die sich für ihn seit Jahren auf immer ähnlicher Bahn vollzogen haben.“[1]
- Häufig wird der Bilderfluss der chronologisch erzählten Handlung unterbrochen von mal sehr kurzen, mal etwas längeren Einstellungen, die in die Chronologie nicht hineinpassen. Es handelt sich dabei zum einen um Flashbacks (zum Beispiel ist das Porträt der unter Schock stehenden Carmen sehr viel später im Film noch einmal zu sehen), zum anderen um Flashforwards (Diego sagt ziemlich zu Beginn des Films, dass er die Wohnung der Sallanches noch nie betreten habe, aber das Gitter in der Rue de l’Estrapade mit der Hausnummer 7 ist im Film zu sehen, lange bevor er selbst dort eintrifft) und in der Mehrzahl um Bilder, die nur der Imagination Diegos angehören. Eine Hauptfigur des Films ist Juan, aber zu sehen ist Juan kein einziges Mal in den Bildern der „realen“ Handlung, sondern ausschließlich in solchen, die Diego sich vorstellt. Besonders am Beginn des Films können diese eingeschobenen Einstellungen außerhalb der chronologischen Handlung sicher irritierend wirken. Als zum Beispiel Diego am Bahnhof von Hendaye eingetroffen ist, sieht man in drei Einstellungen, wie er einem anfahrenden Zug nachläuft – nur eine dieser drei Einstellungen ist Teil der „realen“ Handlung.

## Hintergrund
- Der Krieg ist vorbei startete am 11. Mai 1966 in Frankreich und am 28. März 1967 in Schweden.[2] Auf Druck der spanischen Regierung wurde der auf den Internationalen Filmfestspielen von Cannes angekündigte Film aus dem Programm genommen.[3]

- In der Bundesrepublik Deutschland lief Der Krieg ist vorbei am 17. März 1967 in den Kinos an.[4]

- Der Titel des Films ist die Übersetzung des Satzes, mit dem Francisco Franco am 1. April 1939 das Ende des Spanischen Bürgerkrieges erklärte: „La guerra ha terminado.“

- Die Adresse von Nadine Sallanches – bei der Rückkehr aus Spanien hatte Diego die Identität von Nadines Vater benutzt – ist die Nr. 7 in der Rue de l'Estrapade, eine Anspielung auf Jacques Beckers Film aus 1952, der diesen Straßennamen als Titel trug.

## Kritik
„Resnais’ einst verwirrende Zeit-Raum-Schnitte (‚Letztes Jahr in Marienbad‘) sind einem eleganten Bilderfluß gewichen; Detailarbeit, Lichtnuancen und virtuose Kamerabewegungen bringen auch die ungreifbaren Ängste des alten Klassenkämpfers delikat ins Bild. Dräuende Revoluzzer-Melodramatik neutralisiert Yves Montand mit skeptischen Augen-Blicken: Der Links-Troubadour ist von allen, die sich als Humphrey Bogart versuchten, der beste.“

„Auch in seinem vierten Spielfilm bleibt der Franzose Alain Resnais seinen aufs höchste verfeinerten, vielschichtigen Stilprinzipien treu, gerät dabei freilich stellenweise hart an die Grenze des Manierismus. Gleichwohl ein kostbarer Kunstgenuß, der zugleich politische Wirklichkeit durchleuchtet. Ab 18 zu empfehlen.“

„Das Porträt eines gegen das Franco-Regime agierenden Exilspaniers, der während eines kurzen Aufenthalts in Paris von Müdigkeit und Zweifeln befallen wird. Zeitgeschichtliches und Persönliches vermischend, sucht der Film nicht die politische Stellungnahme, sondern eine intellektuell und ästhetisch brillante Darstellung des Revolutionärs, der mit der Wirklichkeit in Konflikt geraten ist.“

## Auszeichnungen
- 1966: Louis-Delluc-Preis
- 1966: FIPRESCI-Preis beim Filmfestival von Cannes (obwohl der Film von der Teilnahme am offiziellen Wettbewerbsprogramm ausgeschlossen worden war). Von den anwesenden spanischen Filmjournalisten wurde dem Film dort außerdem der speziell für den Anlass ins Leben gerufene Prix Luis Buñuel verliehen.[6]
- 1967: Association Française de la Critique de Cinéma – Prix Méliès (Bester Film)
- 1967: New York Film Critics Circle Award für den Besten fremdsprachigen Film
- 1968: Oscar-Nominierung in der Kategorie Bestes Originaldrehbuch

## DVD
Der Krieg ist vorbei. PIDAX 2021. – Enthält als Extra die Pressemappe des damaligen Verleihs des Films, Neue Filmkunst Walter Kirchner, aus 1967.